# Martin Ferris

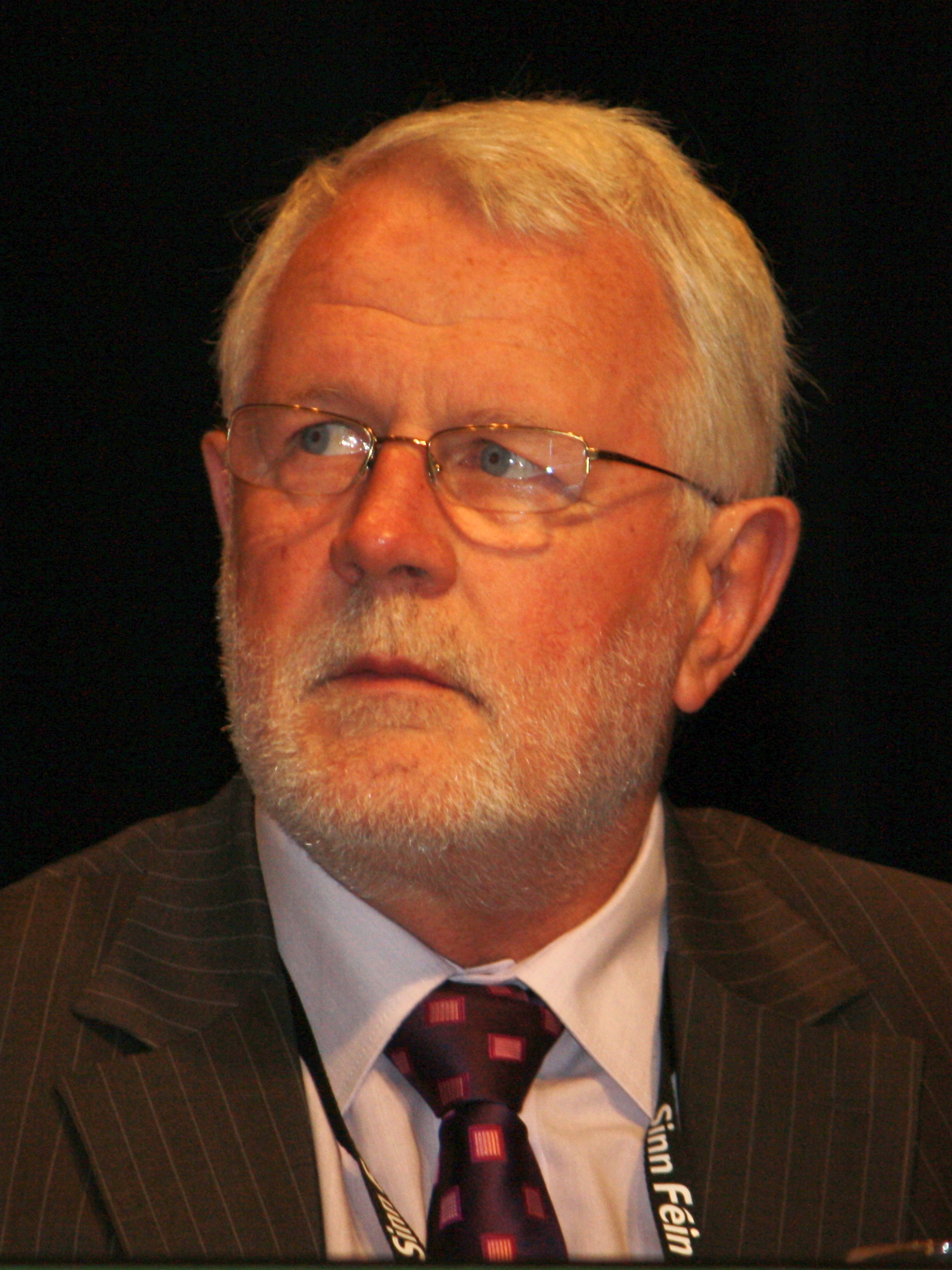
Martin Ferris

Martin Ferris (irisch Máirtín Ó Fearghuis; * 25. Oktober 1952 in Tralee, County Kerry) ist ein irischer Politiker der Sinn Féin, der von 2002 bis 2020 Abgeordneter im Dáil Éireann war.

## Leben
Ferris brach die Schule ab und arbeitete auf der Farm der Familie und als Fischer. Nach dem Tod seines Vaters im Jahr 1970 trat er der Provisional Irish Republican Army bei. Er soll Anfang der 1970er Jahre an Überfällen auf das Postamt von Tralee und auf die Chase Manhattan Bank in Shannon beteiligt gewesen sein. Nachdem er länger als ein Jahr auf der Flucht war, konnte er im Februar 1975 festgenommen werden. Wegen seiner Mitgliedschaft in einer Kriminellen Vereinigung wurde er für 12 Monate in Untersuchungshaft gehalten und im November 1975 vorzeitig entlassen, um dann im Februar zu 18 Monaten verurteilt zu werden. Ferris beteiligte sich im März 1977 an einem Hungerstreik, um die Bedingungen im Gefängnis zu verbessern. Im Juni 1977 wurde er entlassen. 1984 wollte Ferris sieben Tonnen Sprengstoff, Feuerwaffen und Munition ins Land schmuggeln. Die irische Marine unterband das Vorhaben und setzte die Beteiligten fest. Im Dezember 1984 wurde Ferris mit anderen Beteiligten verurteilt. Er erhielt eine Gefängnisstrafe von 10 Jahren. 
1997 versuchte er erstmals, in den Dáil Éireann als Abgeordneter im Wahlkreis Kerry North einzuziehen. Dies misslang ebenso wie die Kandidatur für das Europaparlament im Jahr 1999. Stattdessen wurde er 1999 in den Kerry County Council gewählt. Bei den Wahlen zum Dáil Éireann 2002 war er dann erfolgreich und errang einen Sitz im Wahlkreis Kerry North. Diesen Erfolg konnte er bei den nachfolgenden Wahlen wiederholen, auch als der Wahlkreis 2011 zu Kerry North–Limerick West und bei den darauffolgenden Wahlen in Kerry umgestaltet wurde.
Bei den Wahlen zum Dáil Éireann 2020 trat er als Kandidat der Sinn Féin im Wahlkreis Kerry an und wurde gewählt. Er konnte den Erfolg bei den Wahlen 2024 wiederholen.

## Privates
1978 heiratete Martin Ferris unmittelbar nach seiner Entlassung aus dem Gefängnis Maire Hoare, mit der er sechs Kinder hat. 